# Episcada opleri
Episcada opleri är en fjärilsart som beskrevs av Lamas 1978. Episcada opleri ingår i släktet Episcada och familjen praktfjärilar. Inga underarter finns listade i Catalogue of Life.